# Лудвиг VI (Пфалц)
Лудвиг VI (на немски: Ludwig VI. von der Pfalz; * 4 юли 1539, Зимерн; † 22 октомври 1583, Хайделберг) от династията Вителсбахи, е пфалцграф на Пфалц-Зимерн и курфюрст на Пфалц през 1576 –1583 г.

## Живот
Син е на курфюрст Фридрих III (1515 – 1576) и Мари фон Бранденбург-Кулмбах (1519 – 1567), дъщеря на маркграф Казимир от Бранденбург-Кулмбах и Сузана Баварска.
За да научи френски Лудвиг посещава през 1554 г. бургундския университет Дол. Лудвиг VI се жени На 8 юли 1560 г. в Марбург се жени за принцеса Елизабет фон Хесен (1539 – 1582), дъщеря на ландграф Филип I от Хесен. От брака им се раждат 12 деца.
През 1576 г. наследява баща си като курфюрст на Пфалц. След смъртта на съпругата му Елизабет Лудвиг се жени втори път на 12 юли 1583 г. в Хайделберг за Анна (1562 – 1621), дъщеря на княз Едзард II от Източна Фризия. Бракът трае само няколко месеца и остава бездетен.
Лудвиг се разболява на 21 години и умира на 44 години през 1583 г. в Хайделберг, където е погребан в църквата Свети Дух. Той е последван от сина му Фридрих IV. Вдовицата му Анна се омъжва на 21 декември 1585 г. за маркграф Ернст Фридрих от Баден-Дурлах и след неговата смърт (1604) тя се омъжва трети път на 7 март 1617 г. за херцог и маршал Юлий Хайнрих от Саксония-Лауенбург.

## Деца
Лудвиг и Елизабет фон Хесен имат децата:
- Анна Мария (1561 – 1589); ∞ 1579 крал Карл IX от Швеция (1550 – 1611)
- Елизабет (*/† 1562)
- Доротеа Елизабет (*/† 1565)
- Доротеа (1566 – 1568)
- Фридрих Филип (*/† 1567)
- Йохан Фридрих (*/† 1569)
- Лудвиг (1570 – 1571)
- Катарина (1572 – 1586)
- Христине (1573 – 1619)
- Фридрих IV (1574 – 1610), курфюрст на Пфалц
- Филип (*/† 1575)
- Елизабет (1576 – 1577)